# Movilidad de último kilómetro
En logística, distribución y planificación de transporte, la movilidad de último kilómetro, transporte de último kilómetro o, simplemente, último kilómetro (traducido literalmente del inglés como última milla), se refiere al trayecto final del transporte de personas y mercancías. Esta última etapa corresponde a la distribución desde ciertos nodos hasta el destino final y se caracteriza por una mayor complejidad que el resto del viaje debido al incremento exponencial del número de rutas y destinos posibles.
La movilidad de último kilómetro es un campo cada vez más estudiado debido al incremento del número de entregas al consumidor. Entre los desafíos se encuentran aumentar la eficiencia, la mejora de las infraestructuras o minimizar los costes y el impacto ambiental.

## Historia
El término último kilómetro tuvo su origen en el ámbito de las telecomunicaciones; se utiliza para describir la dificultad de conectar las redes hogareñas y de empresas con la red principal. El último tramo de cable sólo es utilizado por un cliente, por lo tanto, el coste y amortización de esta infraestructura aumenta en comparación con los de las redes principales.

## Redes de distribución y transporte
El transporte a través de redes ferroviarias o barcos suele ser muy eficiente. Sin embargo, una vez que las personas y mercancías llegan a una estación o puerto de carga, deben transportarse hasta su destino final. Este último tramo suele ser mucho menos eficiente y puede llegar a incrementar el coste hasta más del 50%. Este problema incluye todo tipo de entregas en áreas urbanas, lo que contribuye a la congestión del tráfico.
La propia planificación urbana puede mejorar o empeorar el problema del último kilómetro. Así, las ciudades compactas tienen una mayor eficiencia del transporte público, mientras que las ciudades difusas, con una menor densidad de población, fomentan la utilización del vehículo privado y, por tanto, de los atascos y la contaminación ambiental.

## Soluciones al problema del último kilómetro

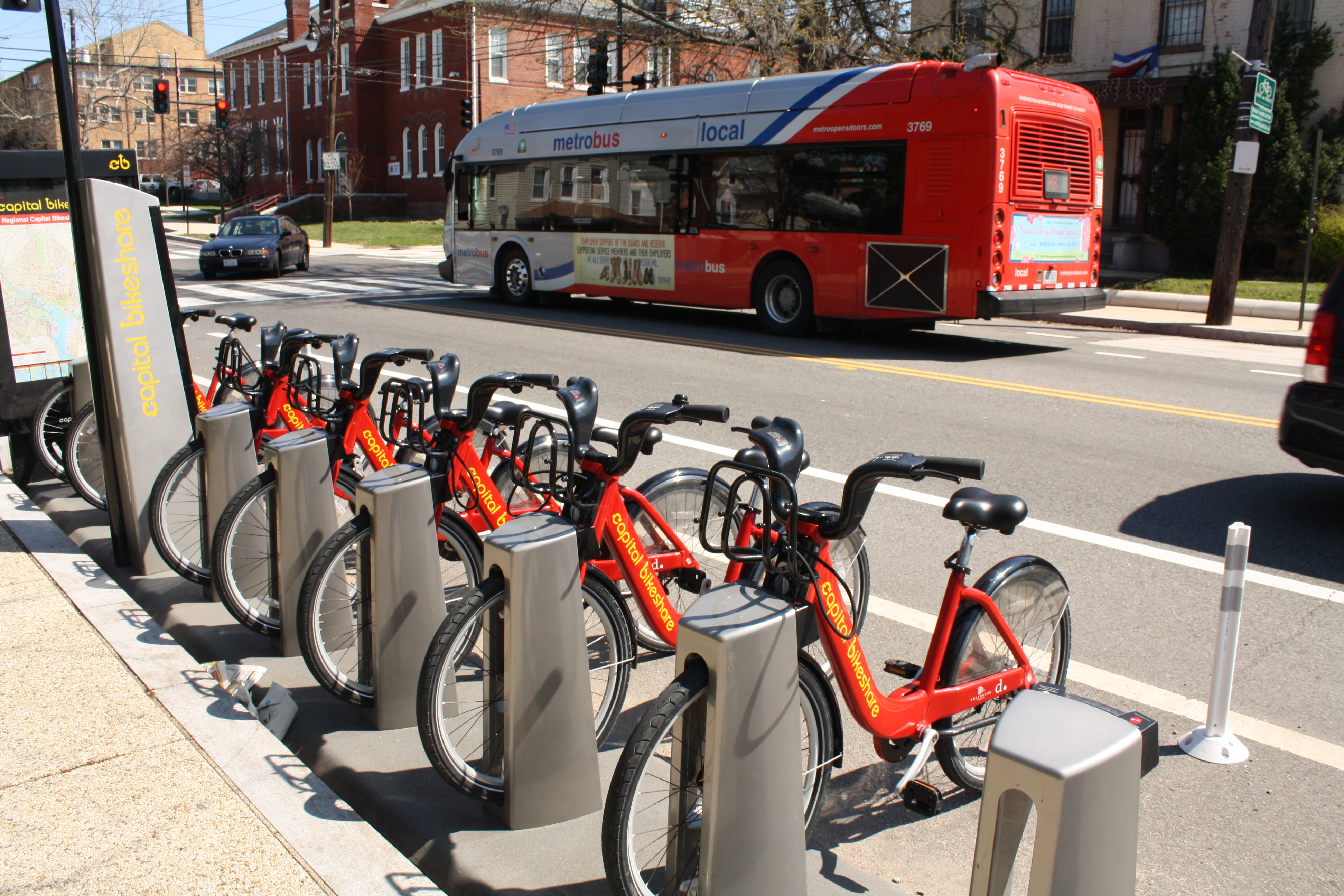
Los sistemas de bicicletas compartidas, la intermodalidad o el transporte activo se han citado como soluciones ante el problema del último kilómetro.

Entre las soluciones adoptadas ante el problema del último kilómetro se encuentran el fomento de las bicicletas de reparto, el transporte colectivo, las bicicletas y vehículos compartidos o sistemas de micromovilidad, además de incentivar un diseño urbano más eficiente, como la ciudad de 15 minutos o infraestructuras que permitan una mayor diversidad de transportes, como las ciclovías.
Algunas empresas de envío han adoptado la centralización de las entregas en ciertos casilleros o tiendas repartidos por la ciudad, de manera que evitan el desplazamiento a cada domicilio, pero evitando igualmente la congestión del tráfico pues los puntos de recogida se encuentran a distancias caminables de los clientes.
Se ha sugerido usar drones para entregar bienes esenciales como vacunas, tabletas de purificación de agua y alimentos terapéuticos durante operaciones de emergencia de desastres naturales.

## Retos del último kilómetro
Entre los principales retos que presenta la logística de última milla se presentan nuevas soluciones que pueden ayudar a resolver problemas actuales como la rentabilidad y la movilidad, además de encontrar una posible ventaja competitiva con respecto a la competencia. (Ver más)
- Mejora de la movilidad adecuando zonas de carga y descarga. El estudio de los núcleos urbanos donde se realizan las entregas es una de las claves y aportar nuevas alternativas es uno de los retos más importantes que presenta.
- Mejora de la red de entregas. Crear una red de puntos de entrega y recogida puede llegar a ser fundamental para la optimización en del proceso de reparto de las empresas de distribución. Particularmente, en España la alternativa preferida es la entrega a domicilio por la mayoría de los consumidores.